# دوغلاس ليتل
دوغلاس ليتل (بالإنجليزية: Douglas Little)‏ هو مؤرخ أمريكي، ولد في 1950.